# Lombkoronasétány (Nyírmártonfalva)
A nyírmártonfalvi lombkoronasétány 2023-ban, a Fidesz által jelölt  Filemon Mihály polgármestersége idején készült. Ismertséget azzal szerzett, hogy körülötte még építése során teljesen kivágták az erdőt, így egy kopár térség közepén áll. Országos felháborodást keltett, amikor az eset 2023-ban nyilvánosságra került. Sokan a nem megfelelően felhasznált európai uniós támogatások és az NER-es korrupció jelképeként emlegetik. 
A lombkoronasétány olyan turisztikai létesítmény, amelynek tetejéről felülről tekinthetik meg a látogatók  a talaj szintjéről nem vagy csak kevésbé látható gazdag növényzetet. Magyarországon más településeken (pl. Makón) is létesült már több mint fél tucat, funkciójának megfelelő lombkoronasétány. Ugyanakkor a  nyírmártonfalvi lombkoronasétány a funkciójának nem felel meg, hiszen fát, lombot nem tartalmazó környezetben épült fel. Emellett eredetileg is azonos fajú és korú fákból álló ültetvény, ún. „ipari erdő” borította a területet, aminek a lombkoronaszintje semmilyen érdekességet nem mutatott volna.

## Az építmény
A sétány 4 méter magas, 80 méter hosszú és 1,1 méter széles. Két, oldalról nyitott pihenő pavilon és két WC-bódé is épült mellette. A fából készült építményt nem kezelték le az időjárás viszontagságai ellen. A kivitelező egy nyíregyházi cég, a HCInternational Kft. volt. 

## A botrány
Filemon Mihály 2019-ben lett Hajdú-Bihar megyei Nyírmártonfalva polgármestere. Saját telkén lévő gazdasági erdejét nyitotta ki a nagyközönség előtt, mivel azt közjóléti erdővé minősítette. Magánszemélyként uniós támogatás iránti kérelmet nyújtott be 2017-ben a Vidékfejlesztési Program pályázata útján „Erdei ökoszisztémák funkcióinak fejlesztése” címén, de az állami támogatást csak 2021-ben kapta meg, ezért azt ki kellett egészítenie. Hangsúlyozta továbbá, hogy a projekt utófinanszírozású. Mivel a faültetvény a pályázat megnyerése után vágásérett lett, a polgármester úgy döntött, hogy a felépítendő sétány körül kivágatja a fákat és értékesíti a faanyagot. A területen 2022. februárjában még megvoltak a fák, azokat 2022 nyarán vágták ki. A pályázat teljesítési határideje 2022. december 9. volt.  

## Vizsgálatok
Az első hír az Átlátszó.hu-n jelent meg, akik debreceni kerékpáros túrázóktól kaptak tippet a cikkhez. A lap újságíróit elkísérte Hadházy Ákos független országgyűlési képviselő is a helyszínre. Hadházy a cikk megjelenése után feljelentést tett.
Az üggyel kapcsolatban 2023-ban az Európai Csalás Elleni Hivatal (OLAF) vizsgálatot indított, mivel az építmény 60 millió forintos európai uniós pénzügyi támogatás felhasználásával készült.
Az  Integritás Hatóság (IH) vizsgálata 10 hónapon át tartott. 2024 augusztusában hatásköri vita alakult ki a Polt Péter vezette magyar Legfőbb Ügyészség és az Európai Ügyészség között.
A Nemzeti Adó- és Vámhivatal (NAV) illetékes szerve  különösen nagy vagyoni hátrányt okozó költségvetési csalás bűntette miatt indított nyomozást.

## Politikai következmények
Kiderült az is, hogy hasonló konstrukcióban épített lombkoronasétányt Tasó László fideszes országgyűlési képviselő a szomszédos Nyíradony melletti erdejében, bár a fákat ő nem vágatta ki. Az ő projektjét szintén vizsgálta az Integritás Hatáság, Tasó László szerint kitalációkra épülő hecckampány folyt ellene.
Az eset nyilvánosságra kerülése után a polgármester egy közmunkásként dolgozó helybeli nőt burkoltan megfenyegetett, hogy elbocsátják,  amikor az a Facebookon egy ismerőse képe alá, amin a fák nélküli lombkoronasétány volt látható, nevetős szmájlit rakott. A botrány újabb hullámokat vetett, amikor a beszélgetés kiderült.
Filemon Mihályt 2024 júniusában már nem választották meg polgármesternek.

## Érdekesség
A 2010-es években még lombkorona-sétány helyett kilátókra lehetett uniós pénzt nyerni, így akkoriban kilátókat építettek az alföldi településeken. Nyírmártonfalván is áll egy a lombkorona-sétány mellett.